# Gmina Roscoe (Iowa)

Położenie Gminy Roscoe w hrabstwie Davis

Gmina Roscoe (ang. Roscoe Township) – gmina w USA, w stanie Iowa, w hrabstwie Davis. Według danych z 2000 roku gmina miała 233 mieszkańców, a jej powierzchnia wynosi 66,05 km².